# Wahlkreis Rudolstadt
Der Wahlkreis Rudolstadt war ein Landtagswahlkreis zur Landtagswahl in Thüringen 1990, der ersten Landtagswahl nach der Wiedergründung des Landes Thüringen. Er hatte die Wahlkreisnummer 22.
Der Wahlkreis umfasste den kompletten damaligen  Landkreis Rudolstadt mit folgenden Städten und Gemeinden: Allendorf, Ammelstädt, Bechstedt, Beutelsdorf, Bad Blankenburg, Böhlscheiben, Breitenheerda, Burkersdorf, Catharinau, Cordobang, Dittersdorf, Dittrichshütte, Dörnfeld a. d. Heide, Döschnitz, Dorndorf, Dröbischau, Engerda, Eschdorf, Etzelbach, Geitersdorf, Gölitz, Großkochberg, Haufeld, Heilingen, Heilsberg, Hengelbach, Horba, Keilhau, Kirchhasel, Kleinkochberg, Köditz, Königsee, Kolkwitz, Lichstedt, Milbitz b. Rottenbach, Milbitz b. Teichel, Mötzelbach, Neckeroda, Neusitz, Niederkrossen, Oberhain, Oberpreilipp, Oberschöbling, Oberwirbach, Paulinzella, Quittelsdorf, Remda, Rohrbach,
Rottenbach, Rudolstadt, Schloßkulm, Schmieden, Schwarzburg, Sitzendorf, Solsdorf, Sundremda, Teichel, Teichröda, Teichweiden, Thälendorf, Treppendorf, Uhlstädt, Unterpreilipp, Unterwirbach, Weißen, Wittgendorf, Zeigerheim und Zeutsch.

## Ergebnisse
Die Landtagswahl 1990 fand am 14. Oktober 1990 statt und hatte folgendes Ergebnis für den Wahlkreis Stadtroda – Jena, Land:
| Direktkandidat  | Partei (Kürzel) | Erststimmen (%) | Zweitstimmen (%) |
| --------------- | --------------- | --------------- | ---------------- |
| Gert Wunderlich | CDU             | 48,4            | 46,9             |
|                 | Chr. L          | -               | 00,3             |
|                 | DFD             | 01,8            | 01,1             |
|                 | REP             | -               | 00,9             |
|                 | DBU             | -               | 00,4             |
|                 | DSU             | 03,9            | 03,6             |
|                 | F.D.P.          | 09,1            | 08,8             |
|                 | LL-PDS          | 08,5            | 08,9             |
|                 | NPD             | -               | 00,2             |
|                 | NFGRDJ          | 05,9            | 05,8             |
|                 | SPD             | 19,8            | 22,5             |
|                 | UFV             | 00,7            | 00,7             |

Es waren 51.016 Personen wahlberechtigt. Die Wahlbeteiligung lag bei 72,2 %.  Als Direktkandidat wurde Gert Wunderlich (CDU) gewählt. Er erreichte 48,4 % aller gültigen Stimmen.